# Richard Wallace (baronet)

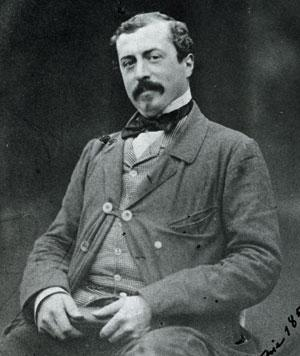
sir Richard Wallace

Richard Wallace 1. baronet (ur. 21 czerwca 1818 w Londynie, zm. 20 lipca 1890 w Neuilly-sur-Seine) – brytyjski kolekcjoner sztuki, nieślubny syn Richarda Seymour-Conwaya, 4. markiza Hertford i Agnes Jackson. Nigdy nie został oficjalnie uznany przez swojego ojca, ale nie przeszkodziło mu to w odziedziczeniu w 1871 r. jego kolekcji dzieł sztuki. Oprócz niej odziedziczył jego posiadłości we Francji i Irlandii.
Podczas oblężenia Paryża przez wojska pruskie i działań Komuny Paryskiej, organizował pomoc ofiarom walk. Dzięki tym działaniom uzyskał w 1871 r. szlachectwo i tytuł baroneta. Niedługo wcześniej poślubił swoją długoletnią kochankę, Julię Castlenau (1819-1897) z którą miał już 30-letniego nieślubnego syna, Edmonda Richarda.
W 1872 r. przeprowadził się do Londynu. Przywiózł ze sobą część swojej kolekcji, która, wystawiona w Bethnal, Green Museum wzbudziła spore zainteresowanie. Sam również gromadził wiele dzieł sztuki, głównie miniatury i złote ozdoby, a także kolekcję europejskiej broni oraz renesansowe egzemplarze sztuki dekoracyjnej. W przeciwieństwie do ojca, który uwielbiał francuskie malarstwo XVIII-wieczne, sir Richard preferował dzieła mistrzów średniowiecza i renesansu.
Działał nie tylko na polu powiększania swojej kolekcji. Zajmował się również swoimi ziemiami w Irlandii. Ufundował min. Wallace Park i Wallace High School w Lisburn oraz 50 fontann w Paryżu i Lisburn. W latach 1873–1885 był również członkiem Izby Gmin z okręgu Lisburn. Jednak okoliczności jego narodzin oraz niechęć żony i syna do angielskiego stylu życia sprawiły, że nigdy nie został w pełni zaakceptowany przez angielskie kręgi towarzyskie.
Po śmierci swojego syna w 1887 r., wrócił do Paryża, gdzie zmarł 3 lata później. Został pochowany na cmentarzu Père-Lachaise. Majątek przekazał swojej żonie. Po jej śmierci w 1897 r. sekretarz lady Wallace, sir John Murray Scott umieścił kolekcję w Hertford House, tworząc tym samym Wallace Collection.